# Leucanthemopsis
Leucanthemopsis es un género de plantas con flores perteneciente a la familia Asteraceae. Tiene 20 especies descritas y solo 8 aceptadas.

## Descripción
Son plantas herbáceas perennes, en su mayoría siguen siendo de pequeño tamaño, rara vez logran niveles de crecimiento de más de 20 cm.  Las hojas y las inflorescencias contienen flores de color blanco o amarillo, son hermafroditas.  Los frutos son aquenios. 

## Taxonomía
El género fue descrito por (Giroux) Heywood y publicado en Anales del Instituto Botánico A. J. Cavanilles 32: 181. 1975.

## Especies aceptadas
A continuación se brinda un listado de las especies del género Leucanthemopsis aceptadas hasta junio de 2012, ordenadas alfabéticamente. Para cada una se indica el nombre binomial seguido del autor, abreviado según las convenciones y usos:
- Leucanthemopsis alpina (L.) Heywood
- Leucanthemopsis flaveola (Hoffmanns. & Link) Heywood
- Leucanthemopsis longipectinata (Font Quer) Heywood
- Leucanthemopsis pallida Heywood
- Leucanthemopsis pallidaspathulifolia
- Leucanthemopsis pectinata (L.) G.López & C.E.Jarvis
- Leucanthemopsis pulverulenta (Lag.) Heywood
- Leucanthemopsis radicans (Cav.) Heywood, Endémica de Sierra Nevada.
- Leucanthemopsis trifurcatum Alavi